# Millie Hughesová
Millie Hughesová, rozená Millie Elizabeth Fulfordová (21. prosince 1945, Mineral Wells, Texas, Spojené státy americké – 2. února 2021, San Francisco, Kalifornie) byla americká astronautka, která se po letu raketoplánem Columbia v roce 1991 stala 17. ženou ve vesmíru, 252. člověkem ze Země.

## Životopis
Vzdělání v oboru chemie a biologie získala roku 1972 na Tarlton State University. V NASA byla od roku 1984. Po absolvování letu raketoplánem působila na universitě v San Francisku (stát Kalifornie). S NASA spolupracovala i nadále.

### Let do vesmíru
Sedmičlenní posádka na palubě jedenáctého letu amerického raketoplánu Columbia odstartovala z Floridy, Mysu Canaveral ke svému 9 dennímu letu počátkem června roku 1991. Hlavní částí užitečného nákladu byla laboratoř Spacelab v provedení SLS-1, v níž se vezlo 20 krys, několik set medúz a další biologický materiál. Dr. Hughesová zde působila jako specialistka pro užitečné zařízení. Úspěšná mise, katalogizovaná v COSPAR pod kódem 1991-040A, byla zakončena přistáním na Edwardsově letecké základně v Kalifornii.
- STS-40 Columbia, start 5. červen 1991, přistání 14. červen 1991